# Elysée Kouadio
Elysée Fabrice Kouadio Kouakou (Bouaké, 3 ottobre 1990) è un calciatore ivoriano, attaccante del Maardu.